# Арнасайський сільський округ
Арнаса́йський сільський округ (каз. Арнасай ауылдық округі, рос. Арнасайский сельский округ) — адміністративна одиниця у складі Аршалинського району Акмолинської області Казахстану. Адміністративний центр — село Арнасай.
Населення — 978 осіб (2021; 1430 у 2009, 1428 у 1999, 1455 у 1989).
Станом на 1989 рік існувала Волгодоновська сільська рада (села Береке, Волгодоновка, Вячеславка, Койгельди, селища Бабатай, Роз'їзд 42), з 1993 року — Волгодоновський сільський округ. 2000 року виділено Вячеславський сільський округ, 2007 року сільський округ отримав сучасну назву.

## Склад
До складу округу входять такі населені пункти:
| Населений пункт           | Колишні назви | Населення, осіб (1989) | Населення, осіб (1999) | Населення, осіб (2009) | Населення, осіб (2021) |
| ------------------------- | ------------- | ---------------------- | ---------------------- | ---------------------- | ---------------------- |
| Арнасай, село             | Вячеславка    | 1084                   | 1078                   | 1129                   | 734                    |
| Бабатай, станційне селище | -             | 371                    | 350                    | 301                    | 244                    |